# Ascoidea
Ascoidea Oudemans, 1905 é uma superfamília de ácaros Mesostigmata que, na sua actual configuração, contém três famílias e cerca de 1 000 espécies. Alguns autores incluem neste táxon as famílias que formam a actual superfamília Phytoseioidea e ainda a família Halolaelapidae (actualmente na superfamília Rhodacaroidea).

## Taxonomia
A superfamília Ascoidea, na sua actual configuração, inclui as seguintes famílias:
- Ascidae (39 géneros, 558 espécies)
- Ameroseiidae (10 géneros, 64 espécies)
- Melicharidae